# Marcel Hansenne
Marcel Hansenne   (13è districte de París, 24 de gener de 1917 - Fourqueux, 22 de març de 2002) va ser un atleta francès, especialista en curses de mig fons, que va competir durant la dècada de 1940.
El 1948 va prendre part en els Jocs Olímpics de Londres, on disputà dues proves del programa d'atletisme. Guanyà la medalla de bronze en els 800 metres, rere Mal Whitfield i Arthur Wint, mentre en els 1.500 metres fou onzè.
En el seu palmarès destaquen dues medalles en els 800 metres al Campionat d'Europa d'atletisme. De bronze el 1946, a Oslo, i de plata el 1950, a Brussel·les. També guanyà nou campionats nacionals dels 800 metres i tres dels 1.500 metres. El 1948 va batre el rècord del món dels 1.000 metres amb un temps de 2' 21.4". Va batre, en diferents ocasions, el rècord nacional dels 800 metres, la milla i el relleu 4x800 metres.
Un cop retirat exercí de periodista esportiu. Va ser redactor, entre d'altres, del diari L'Équipe.

## Millors marques
- 800 metres. 1'48.3" (1948)
- 1.000 metres. 2' 21.4" (1948)
- 1.500 metres. 3' 47.4" (1949)
- Milla. 4' 08.2"[1][8]